# Christmas Interpretations
«Christmas Interpretations» — різдвяний альбом, випущений групою Boyz II Men в 1993 році. Деякі пісні написані самою групою і колегою по лейблу — Brian McKnight, інші — кавер-версії традиційних різдвяних пісень.

## Список пісень
1. «Silent Night (Intro)» — 1:07
2. «Let It Snow» за участю Brian McKnight — 4:11
3. «Share Love» — 3:32
4. «You’re Not Alone» — 5:06
5. «A Joyous Song» — 5:53
6. «Why Christmas» — 4:53
7. «Cold December Nights» — 4:11
8. «Do They Know» — 3:29
9. «Who Would Have Thought» — 6:06
10. «Silent Night» — 2:32